# 夏洛特·科黛
夏洛特·科黛（法語：Charlotte Corday，法語發音：[ʃaʁlɔt kɔʁdɛ]；1768年7月27日—1793年7月17日），全名瑪麗-安娜·夏洛特·德·科黛·达尔蒙（Marie-Anne Charlotte de Corday d'Armont），是法国大革命恐怖统治时期的重要人物。出身自沒落贵族家庭。她是温和共和派支持者，反对罗伯斯比尔的激进派独裁专政。后策划并刺杀了激进派领导人马拉，被逮捕并处决。這個刺殺事件之後被雅克-路易·大衛畫成了名畫《馬拉之死》。
1847年，詩人阿爾方斯·德·拉馬丁在他的作品中將夏洛特·科黛稱呼為「暗殺的天使」（l'ange de l'assassinat），這成為了科黛之後最著名的稱號。

## 早年

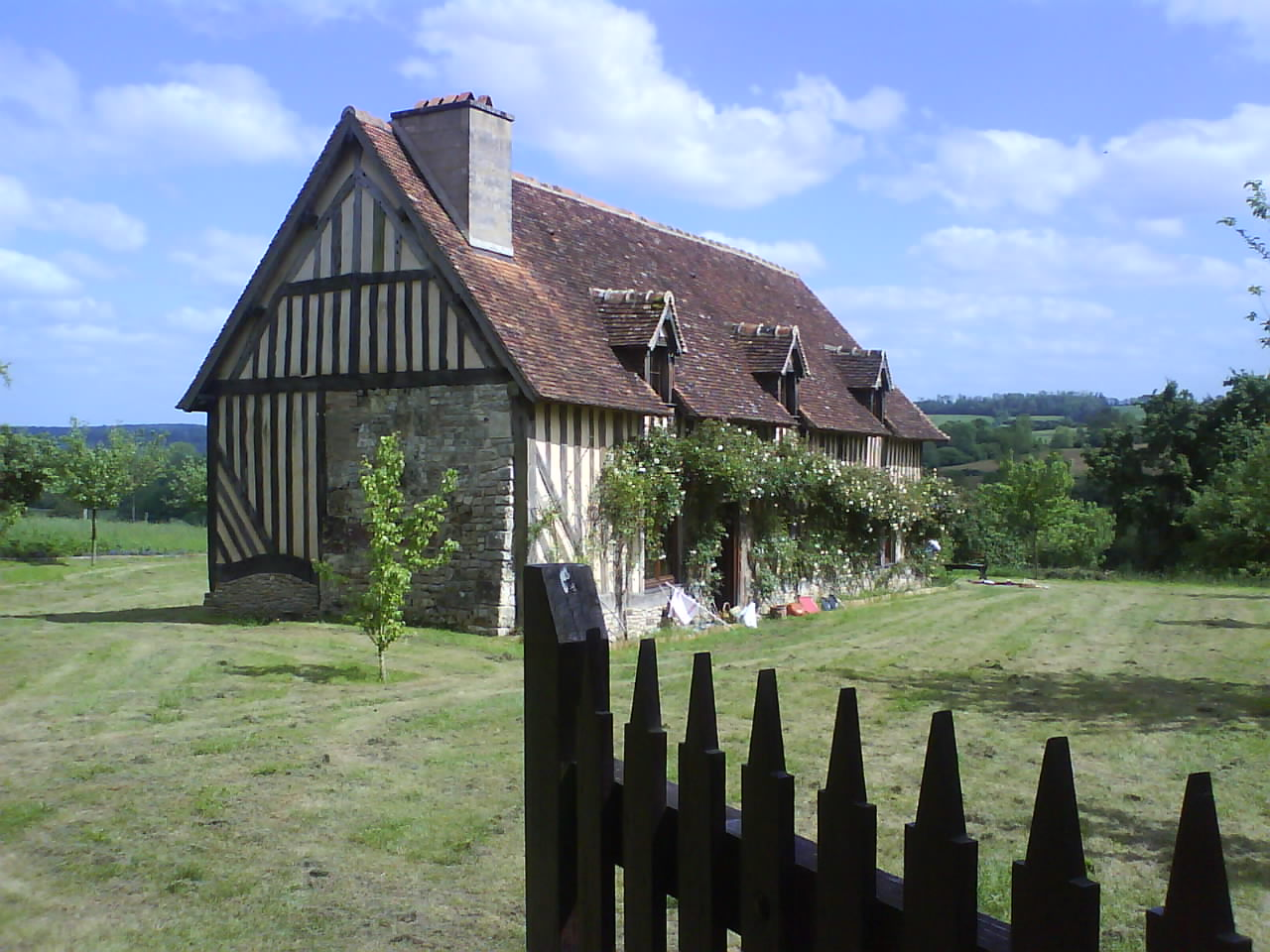
諾曼第，科黛出生的房子

夏洛特·科黛在一個名叫圣萨蒂南德利涅里（Saint-Saturnin-des-Ligneries）的小村子出生，這個村子位於諾曼第的埃科尔什。夏洛特來自一個地位無關緊要的貴族家庭，她的父親是阿爾蒙（Armont）的領主雅克·弗朗索瓦·德·科黛（Jacques François de Corday，1737年 - 1798年），母親則是夏洛特·玛丽·雅克利娜·戈捷·德·梅尼瓦尔（Charlotte Marie Jacqueline Gaultier de Mesnival），夏洛特另外還有一個姊姊和一個妹妹。她的父母有著堂表親的關係。夏洛特是劇作家皮耶·高乃依的第五代孫。
在夏洛特還小的時候，她的母親和姊姊便過世了。夏洛特的父親無法走出失去她們的傷痛，而將夏洛特和她的妹妹送到卡昂的聖三修道院。在修道院的圖書館裡，夏洛特第一次接觸到普魯塔克、盧梭和伏爾泰的著作:154–5。1791年過後，夏洛特和她的堂表姊妹勒库斯特利耶·德布雷特维尔-古维尔夫人（Le Coustellier de Bretteville-Gouville）一起住在卡昂，她們兩人之間的關係變得很親密，同時夏洛特也是她唯一的遺產繼承人:157。
在夏洛特的旅行證上如此敘述她的外貌：「五呎一吋……赤褐色頭髮與眉毛，灰色眼睛，高額頭，嘴巴大小中等，稍微凹陷的下巴和一張橢圓形的臉。」

## 受政治影響
在革命演變得越來越激進化並走向恐怖統治後，夏洛特·科黛開始支持吉倫特派。她對他們的演講感到欽佩，並逐漸對她在卡昂生活時遇到的許多吉倫特派團體產生好感。她很敬重吉倫特派的政治原則，且她本人的思想也越來越趨近於吉倫特派的思想。她認為他們最終將會拯救法國。吉倫特派代表著一種更為溫和的革命手段，他們和科黛一樣，對當時革命的走向抱持懷疑態度。他們反對主張讓革命變得更為激進的山嶽黨，山嶽黨有著極端思想，即認為透過恐怖統治和處決反對者是讓革命燈火持續延燒下去的唯一方法。對這種極端思想的反對，再加上吉倫特派對她的影響，使得夏洛特·科黛最終決定要執行一場暗殺計畫，目標是這群極端分子中最為極端之人──讓-保爾·馬拉。
科黛的行動有助於重組當時婦女在社會中的私人角色與公眾角色。「女人是無價值的存在」的想法受到了挑戰，科黛被那些反對馬拉主張的人視為一位英雄。有人認為科黛的行動導致婦女們的政治俱樂部被禁止，也導致了女性政治家（如吉倫特派的羅蘭夫人）被處決。
吉倫特派思想對科黛的影響，從她接受審訊時的證言中可以明顯看出：「我知道馬拉正在使法國腐壞。我殺了一個男人，以拯救成千上萬的人。」隨著革命的演進，吉倫特派越來越反對山嶽黨那極端、暴力的主張，如馬拉和羅伯斯比爾。夏洛特·科黛認為她拯救了成千上萬的生命，這和吉倫特派相互呼應，因為他們試圖要減緩革命並扭轉自1792年九月屠殺以來逐步提升的暴力風氣。

## 刺殺马拉

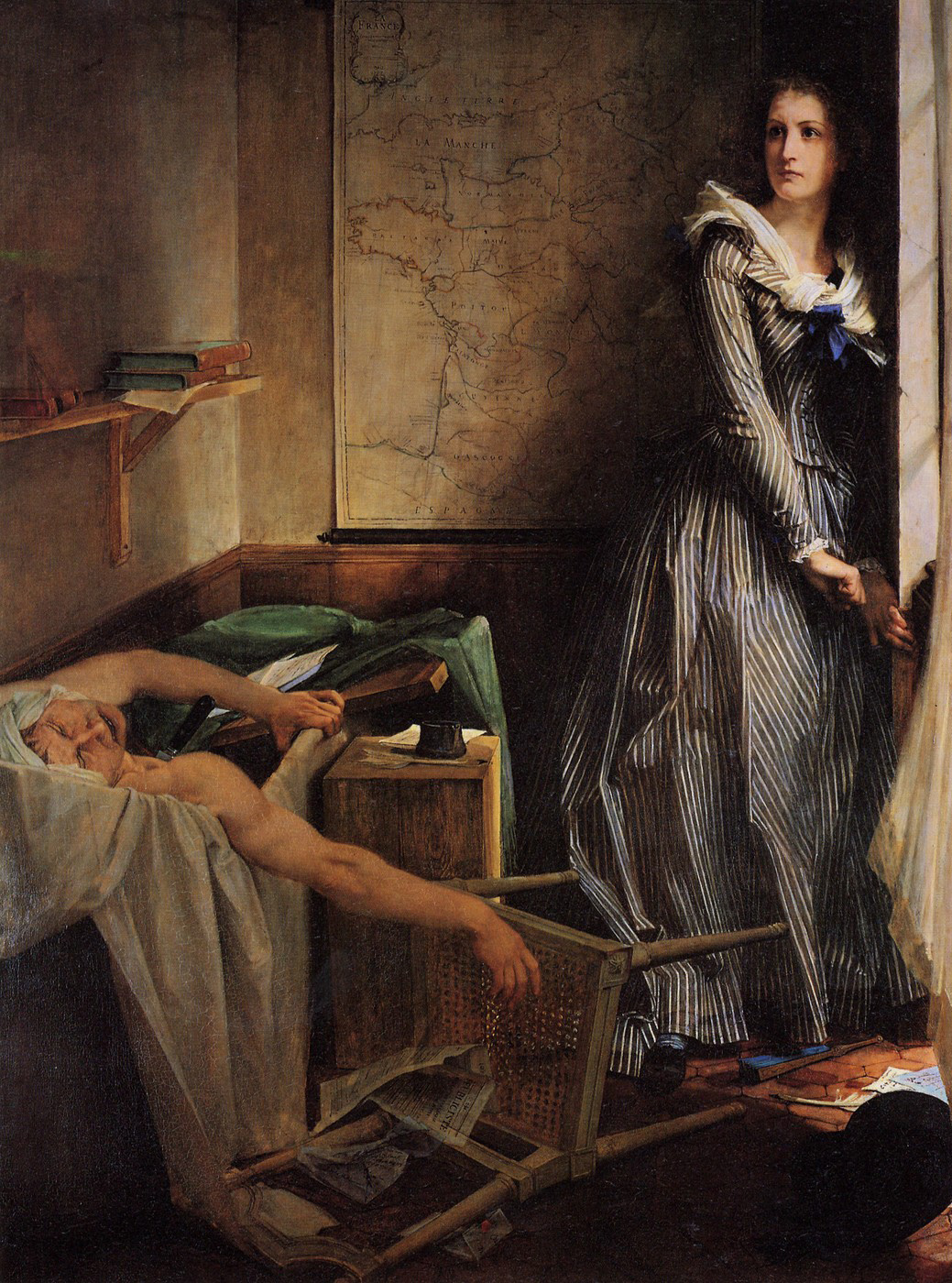
夏洛特·科黛刺殺馬拉圖，1860年描繪

讓-保爾·馬拉是極端黨派雅各賓派的成員，該派系在雅各賓專政中扮演著領導的角色。作為一名新聞工作者，馬拉透過他的《人民之友报》行使他的權力和影響力（p. 445）。
科黛之所以會決定殺害馬拉，不只是出自她對九月屠殺的強烈反感，認為馬拉應該為這一切負起責任，也是因為她害怕全面內戰的發生:161。她相信馬拉的存在威脅了共和國，他的死將會為全國的暴力畫下句點。她也認為，国王路易十六不應該被處決:160。科黛的理想是像古希臘或羅馬那樣的政治結構，而這樣的願景在馬拉的統治下不太可能被實現。
1793年7月9日，科黛離開了她的堂表姊妹，帶著普魯塔克《希臘羅馬名人傳》的抄本前往巴黎，入住進天佑酒店（Hôtel de Providence）的一個房間。在接下來的幾天里，她寫下《致法國人民、法律與和平之友》（Addresse aux Français amis des lois et de la paix）來解釋她刺殺馬拉的動機。科黛最初的計畫是要在整個國民公會面前刺殺馬拉，她打算以此懲罰他。但是抵達巴黎後她才發現馬拉已經不再參加會議，他的健康因皮膚病（也許是泡疹樣皮炎）而惡化，全身潰瘍，必須以藥水浸泡全身，整日泡在帶有藥液的浴缸中工作。她被迫得改變計畫，事先寄了兩封信給馬拉，內容提到她有重要的情報想告訴他，幾天後會去他家見他。
7月13日早晨，科黛穿戴整齊走出旅館，買了一把廚房用刀，刀身有6吋（15公分）長，她將刀藏在披風下，租了一輛馬車來到馬拉家門口，宣稱她得知了卡昂的吉倫特派即將起義的計畫。她被馬拉未婚妻西蒙娜·埃夫拉尔的姊妹卡特琳·埃夫拉尔（Catherine Evrard）拒之門外（p. 735）。當天傍晚，科黛再度回到馬拉宅前。當她再度和守門人起爭執時，被浴缸中的馬拉聽見了，馬拉想起前幾天收到的匿名信件，以命令的口吻說「讓她進來」。
於是守門人將夏洛特帶入浴室，她這時終於见到馬拉。马拉問她有什么重要情报，科黛說：“支持吉伦特的议员来到卡昂，正在到處煽動群眾，打算造反……”馬拉問共有多少人，科黛說有18人，馬拉說他需要更詳細的名單。科黛遂逐一講出每位成員的名字，馬拉用筆一一記錄，並露出得意笑容，说道：“好极了！用不了几天，他们就在巴黎的断头台上了。”话音刚落，科黛以小刀刺向馬拉的胸口，刺穿肺部、主動脈和左心室，鲜血四溅。馬拉大聲呼喊「幫幫我，親愛的朋友！」（Aidez-moi, ma chère amie! ），然後就死了（p. 736）。
達到目的後，科黛並沒有試圖逃跑，而是平靜地站在窗戶邊。聽到馬拉的呼喊，西蒙娜衝進了房間。跟她一起來的還有馬拉的報紙經銷商，後者抓住了科黛（雖然她並沒有試圖逃跑）。另外還有兩名鄰居、一名軍醫和一名牙醫試圖想救起馬拉。一段時間後，共和國官員抵達馬拉宅來審問科黛，並且讓歇斯底里的人群冷靜下來（p. 737）。
科黛被搜出旅行证、出生证，還有針線，此外並没有其它的文件。一位議員認為科黛的胸部有文件，执意搜查，遭到她的激烈抵抗，雙手傷痕累累，最後摔倒在地，胸部敞露在外。一些議員看不下去，对其鬆綁，讓她整理衣服。之後，馬拉的屍體從浴缸中搬出，被放置到床上，而夏洛特·科黛則平靜、有尊嚴地以雙手被綁在身後的狀態被押解者带到了亞貝監獄。

## 審判、囚禁與行刑

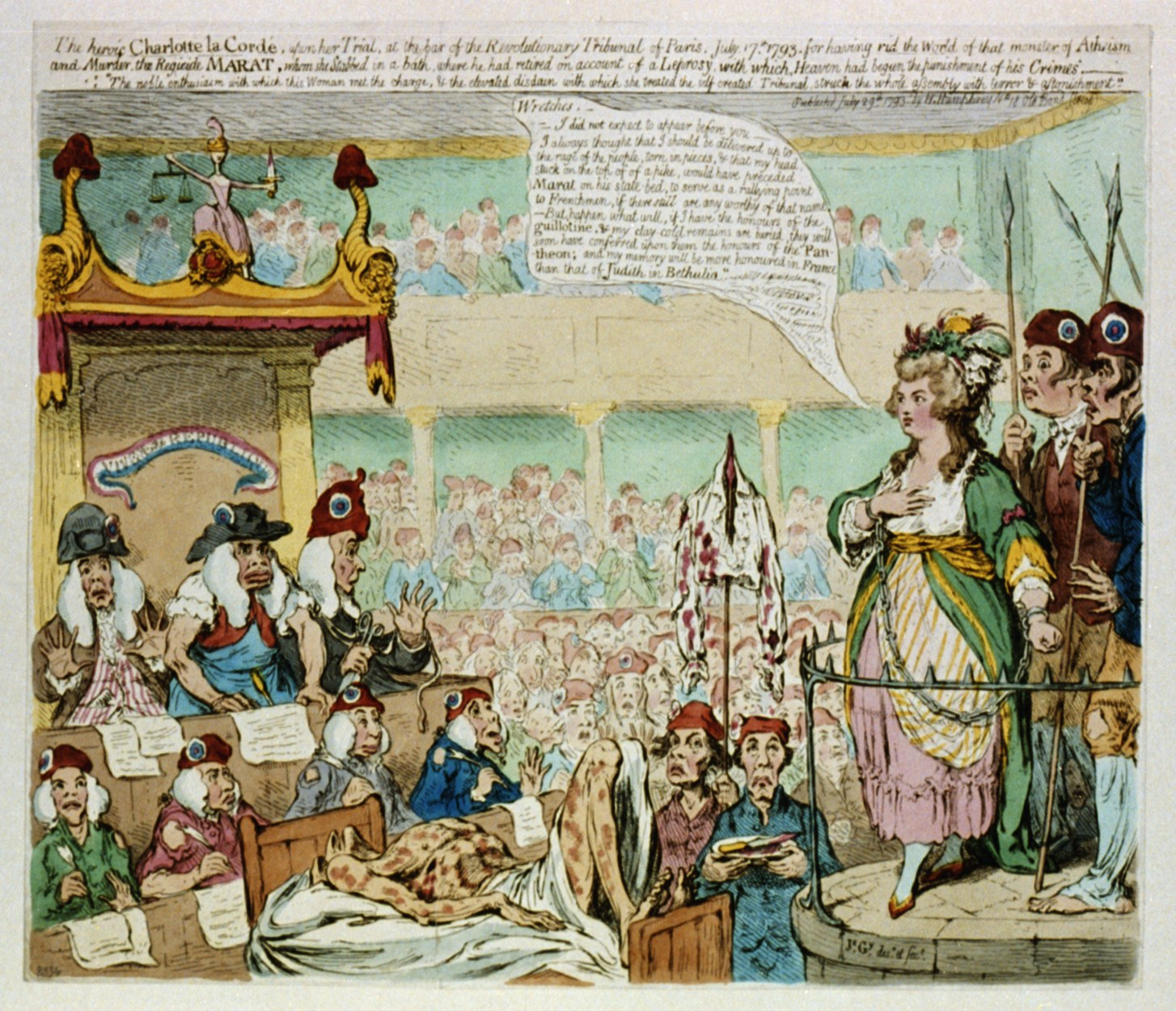
詹姆斯·吉爾雷於1793年繪製的諷刺漫畫，描繪科黛被審判時的情形，法官被刻意畫得像猴子一樣。

針對科黛的審訊提問，著重在她的行動是不是吉倫特派策畫的更大陰謀的一部分。科黛堅決表示是她一個人獨自構思和執行了計畫。她稱呼馬拉為「囤積者」（hoarder）、「怪物」（monster），還說他只有在巴黎受到敬重。她相信她之所以只憑一擊就成功刺殺馬拉，是運氣而不是經過練習的成果（pp. 736–737）。
夏洛特·科黛的谋杀罪行在當時遭到普遍的譴責，她在監獄裡已經寫好遺書。7月17日，科黛被法院判处死刑，當天下午5點在革命廣場的斷頭台執行。在判決結果出來後，科黛向法院詢問是否能描繪她的肖像，據稱是為了要記錄下她的真實自我。她懇求道：「因為我還有一點時間可以活，市民們，我希望你們會允許我為自己畫畫。」取得同意後，科黛選擇了國民警備隊中的一位藝術家讓-雅克·豪爾（Jean-Jacques Hauer）來當她的畫家，這名藝術家在之前的審訊中便已經開始描繪她。豪爾的畫作（見最上方）在科黛被押上死囚押送車的不久前完成，作畫途中有讓科黛本人檢視成品並且提出建議改善（pp. 740–741）。
當處刑人夏爾·亨利·桑松抵達牢房並準備接走他的犯人時，畫家豪爾仍在作畫當中。桑松發現科黛似乎相當冷靜、沉著，她就坐在單人牢房正中央的一張椅子上，由一位憲兵看守。當他靠近時，科黛抬頭看他，將帽子脫掉。她就這樣坐在椅子上，任由桑松剪掉她那奢華的黑色長髮。剪完後，她將其中一綹或兩綹頭髮送給了畫家，將剩餘的頭髮交給了監獄看守，要求他轉交給他那曾經幫助過科黛的妻子。

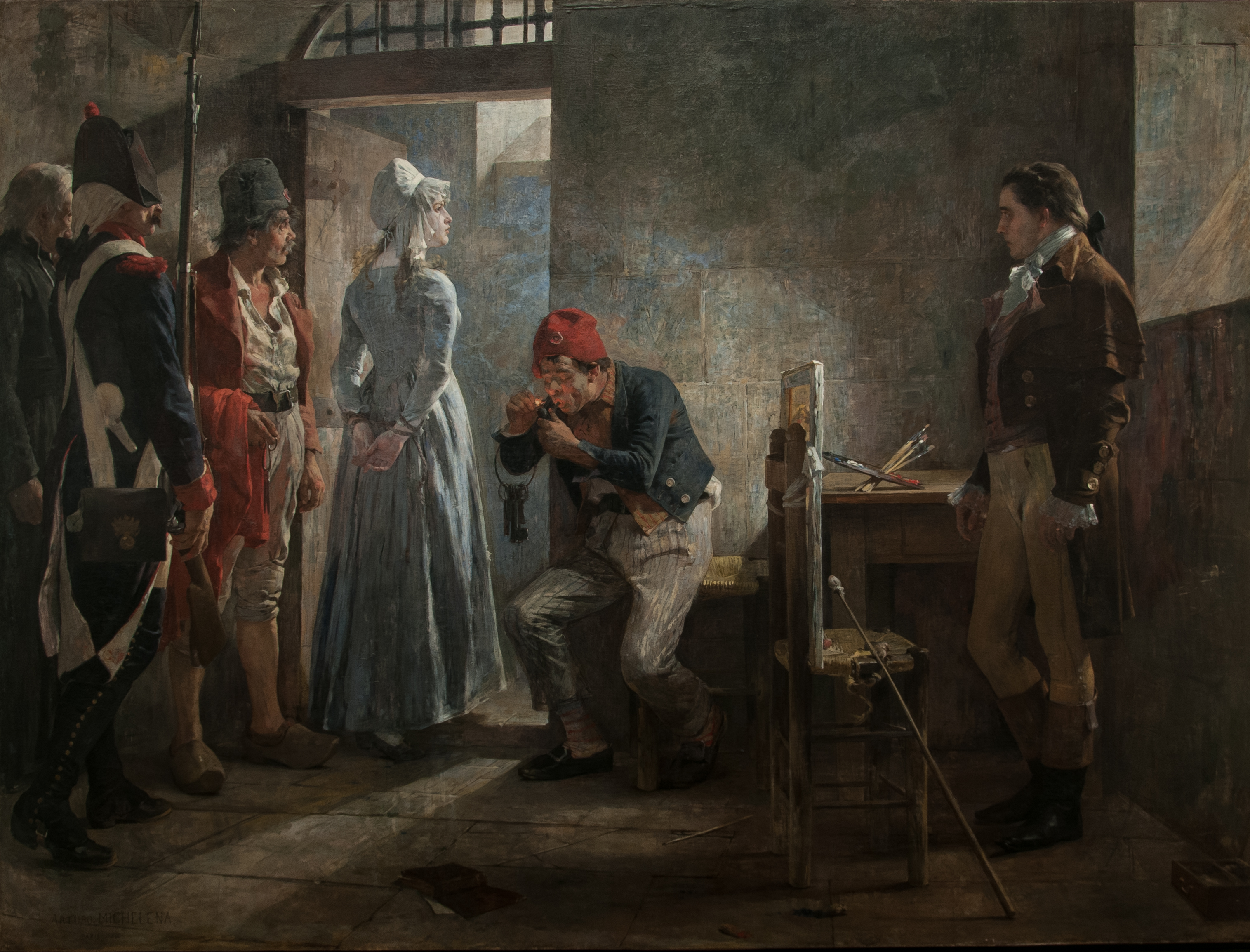
夏洛特·科黛被处决前的画像.

夏爾·亨利·桑松為她的平靜沉著感到驚嘆，並且將她該穿的紅色女性襯衣（chemise）交給她，在科黛順從地將其穿上時轉過身去等待。接著，他便開始用绳子綑綁科黛的双手，這時她問能不能戴上手套，她宣稱，因為上一個人捆绑她的时候將她的手綑綁得很緊，以致於繩索在她脆弱的手腕上留下了擦傷。處刑人同意了她的請求，为了讓她放心，補充道，即使她沒有穿上手套，他也會確保繩子不會對她造成任何的不適。夏洛特露出微笑並且大聲呼喊道：「的確，你應該知道該怎麼做。」，之后便平静的將雙手伸出來，交叉着背在身后交給桑松綁緊。
接著桑松便將她帶到死囚押送車停靠的地方，科黛婉拒了桑松要她坐下的提議，桑松也同意她，指出在通過顛簸的鵝卵石子路時，站著的確比較不那麼難捱。於是遊行隊伍便朝著已經人潮擁擠的街道出發了。沿途市民叫罵聲不斷，也有不少市民驚艷於她的美貌，他們簡直無法相信，眼前這位看上去柔弱美丽而又文靜的女孩竟然是殺人兇手。
夏爾·亨利·桑松後來在他的日記中寫下一切，承認他無法將目光從他的犯人身上移開。他寫道：
|  | 每當我多看她一次，我想看她的心情就又多了一點。這不是因為她的個體美貌，而是她那和美貌一樣高貴的，我認為她不可能有辦法一直維持的冷靜與勇敢。然而，我迄今為止認為超出人類勇敢限度的力量，實際上的確就發生在我的眼前。在我和她一起度過的這兩小時中，我發現她臉上沒有任何憤怒或憤慨的跡象。她沒有說話，她看著的對象不是那些侮辱她的人，而是那些從自家窗戶往外看的市民們。人群過於密集，以致於我們的載運車行駛得非常緩慢。當我聽見她嘆息的時候，我說：『我猜，妳覺得這趟路程非常漫長？』她回答：『不要緊，我們遲早並且肯定會抵達斷頭臺。』 |

抵達目的地下車後，桑松發現部分觀眾和他的助手們混在一起了。在他和憲兵淨空這塊區域時，夏洛特·科黛自己下了車，毫不猶豫地踏上斷頭台的台階。在她抵達平臺後，桑松的其中一位助手費爾明（Fermin）取下她的領巾，而她就在沒有旁人催促的情況下自己主动走近斷頭臺，在鉸鍊板的前方就定位。
在她向前行進時，桑松移動到她和斷頭臺之間，試圖從她的視線中擋住斷頭臺。在當時只有極少女性曾经被斷頭臺處刑過，而處刑人擔心女性會因為見到斷頭臺而恐慌、昏厥，這會擾亂精心设计的處刑程序。
|  | 「請讓開，先生（citizen）。」夏洛特堅定的說。「我以前從未見過斷頭台，很想知道它看起來是什麼樣子。」 |

科黛被斩首后，有位崇拜馬拉的木匠弗朗索瓦·勒·格羅（Francois le Gros）将首级提起示众，并且掌摑她的面頰。處刑人桑松盡最大的禮數來對待並尊重科黛，他非常憤怒，立刻大聲叫喊要他停下。据当时的目击者回忆，这时尸首的脸上竟显现出“明显愤怒的表情”，有數十名觀眾發誓，勒格羅沒有打的另一面臉頰也變紅了，就好像在惱怒。勒格罗的举动招致了围观市民所不齿，他因此被判入狱3个月。科黛死後被進行屍檢，檢查人員宣布她仍是處女。屍體被棄置在瑪德蓮公墓，緊臨著路易十六。據說科黛的頭顱落入了瑪麗·波拿巴手中，成為她的所有物。

## 書籍
- Schama, Simon; Livesey, John. . London: Royal National Institute of the Blind. 2005. ISBN 0-670-81012-6.
- Charlotte Corday, L’Adresse aux Français amis des lois et de la paix（"Address to French lovers of the laws and of peace"）.
- Stanley Loomis, Paris in the Terror. 1964: J. B. Lippincott.
- Franklin, Charles. Woman in the Case. New York: Taplinger, 1967.
- Goldsmith, Margaret. Seven Women Against the World. London: Methuen, 1935.
- Sokolnikova, Halina. Nine Women Drawn from the Epoch of the French Revolution. Trans. H C Stevens. New York: Cape, 1932.